# Reino de Tungning
El reino de Tungning, también conocido como reino de Dongning, fue el primer gobierno de etnia han de Taiwán, entre los años 1662 y 1683.
Favorable a la dinastía Ming, fue creado por Koxinga después de que los manchúes depusieran a los Ming. Koxinga era hijo de un antiguo pirata leal a la dinastía Ming, y quería concentrar a sus tropas en Taiwán para utilizar la isla como base para recuperar la China continental para la dinastía Ming.

## Nombres
El reino de Tungning (chino tradicional: 東寧王國, chino simplificado: 东宁王国, pinyin: Dōngníng Wángguó) también es conocido con los nombres de reino de Zheng (Cheng) (chino tradicional: , chino simplificado: , pinyin: Zhèngshì Wángcháo) o de reino de Yanping. El almirante Koxinga se refería a Taiwán con los nombres de  Tungtu  /  Dongdu  , y las historias occidentales tradicionalmente hablan de  reino de Taiwán; para referirse a este periodo se utiliza la expresión  dinastía Koxinga.

## Historia

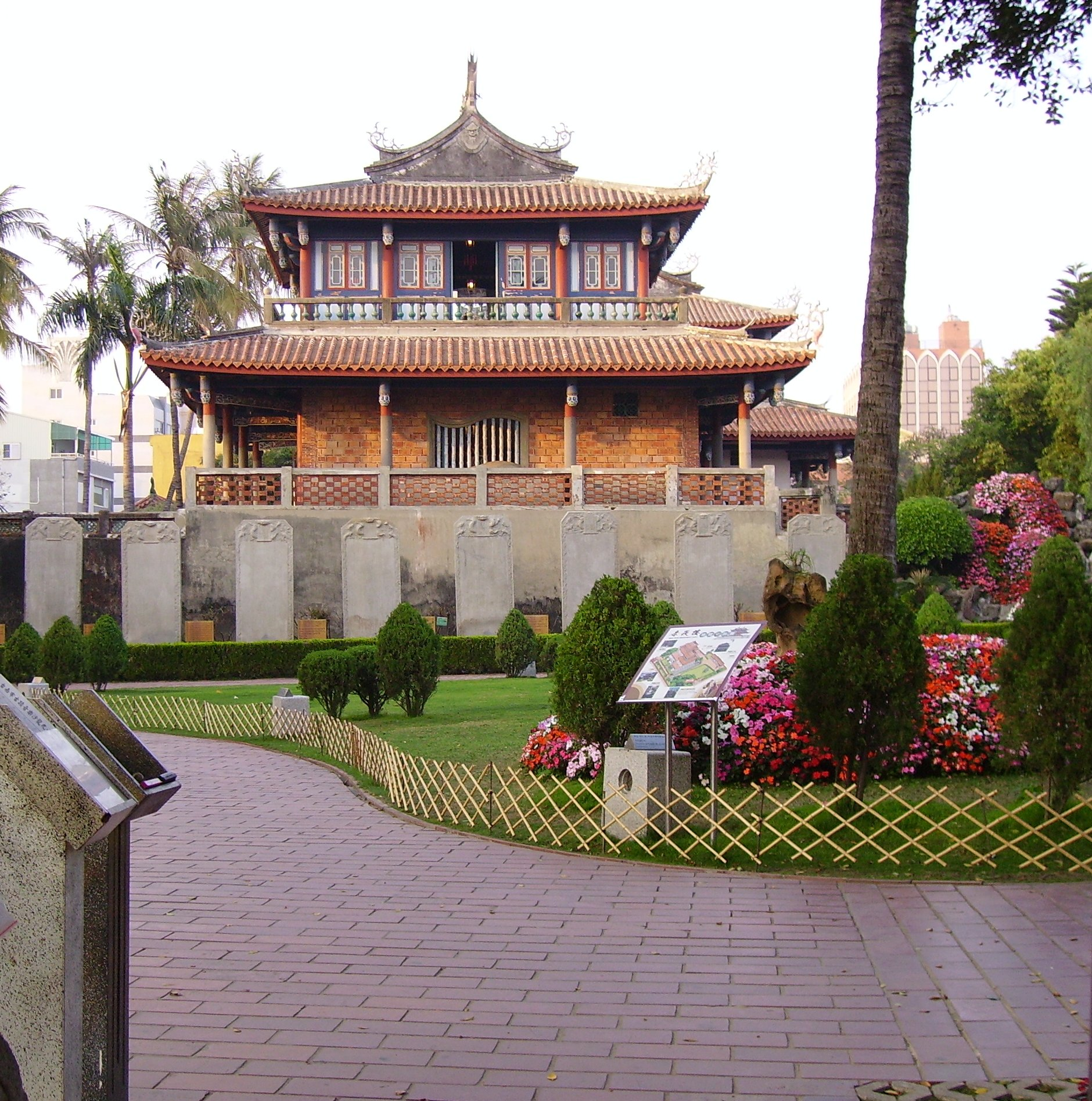
Torre de Chihkan, cuartel de Koxinga tras tomar posesión del antiguo puesto holandés.

En 1661, Koxinga desembarcó en Luerhmen (chino tradicional: 鹿耳門; chino simplificado: 鹿耳门; pinyin: Lù'ěrmén), Taiwán. En menos de un año, capturó Fort Zeelandia y negoció un tratado con el gobernador holandés, Frederick Coyett, por medio del cual éste entregaría su fortaleza y renunciaría a todos los productos y bienes de la Compañía Holandesa de las Indias Orientales en Taiwán. A cambio, todos los funcionarios, soldados y civiles holandeses serían autorizados a retornar con sus pertenencias personales y suministros a Batavia, finalizando así 38 años de dominio colonial holandés en Taiwán. A continuación, Koxinga se dedicó a transformar Taiwán en un asentamiento para aquellos simpatizantes de la dinastía Ming que se opusieran a la dinastía Qing, y quisieran restaurar a la primera en el poder.
En 1662, a la edad de 39 años, Koxinga murió de paludismo, aunque existen especulaciones de que murió de un repentino ataque de locura al enterarse de la muerte de su padre a manos de los Qing. Su hijo, Zheng Jing, le sucedió como gobernante de Taiwán, con el título heredado de Príncipe de Yanping. 
Durante los siguientes 19 años, Zheng Jing reorganizó sus fuerzas militares en Taiwán. El contacto con Kangxi, emperador de la dinastía Qing de China, a través de los embajadores era frecuente. Debido a la opresión Qing, Zheng Jing luchó en defensa de Xiamen, Quemoy y las Islas Pescadores, que había perdido a través de los años, principalmente debido a que sus fuerzas no eran suficientes para defenderse. Durante la Rebelión de los Tres Feudatarios, Zheng Jing lanzó una ofensiva en la zona de Fujian. Con el fin de la revuelta Zheng sufrió una grave derrota, tras la cual Zheng regresó a Taiwán, donde vivió entre vino y mujeres, muriendo poco después de una enfermedad. Tras su muerte, sus generales y ministros se dividieron en dos facciones, cada una apoyando a uno de sus hijos como heredero. Después de algunas escaramuzas, Zheng Keshuang, su hijo más joven, de doce años de edad, le sucedió como rey. 
En 1683, después de la Batalla de Penghu, Zheng Keshuang cedió a la demanda de entrega de sus tierras por parte de la dinastía Qing, quedando su reino incorporado a dicha dinastía como parte de la provincia de Fujian.

### Reyes
- Zheng Chenggong (1662)
- Zheng Jing (1662-1682)
- Zheng Ke-Shuang (1682-1683)

## Legado
El Reino de Tungning existió durante poco más de veinte años, pero debido a sus paralelismos con el actual estatus político de Taiwán, Tungning posee un gran valor simbólico.
Tras su derrota en la guerra civil china en 1949, la República de China (ROC), conducida por el Kuomintang, se retiró a Taiwán, dejando la China continental al Partido Comunista de China que más tarde estableció la República Popular China (RPC). Durante las siguientes décadas, el ROC ha llevado a cabo acciones que muestran su interés por recuperar el continente, manteniendo bases en las islas próximas, como Quemoy, tal y como Koxinga y sus descendientes habían hecho.  Aunque la República de China se ha democratizado y ya no está especialmente dedicada a reconquistar el territorio continental, el acuerdo político y territorial se ha mantenido sin cambios. En este sentido, existe un sorprendente paralelismo entre la situación  Qing / Koxinga y la situación actual entre la República Popular China y la República de China.
El Kuomintang de la República de China se ha centrado en las metas de Koxinga, es decir, usar Taiwán como base para restablecer su gobierno a la China Continental, se ven a sí mismos como defensores de la República de China, y a Taiwán como la base desde la que recuperarán el territorio continental. La República Popular China se ha basado generalmente en el hecho de que Koxinga liberó a Taiwán del colonialismo holandés por el bien de la madre patria, mientras minimiza el hecho de que Koxinga se dedicó realmente a derrocar al gobierno continental en el momento de restablecer una dinastía anterior.